# Villach Lady Hawks
Die Villach Lady Hawks (bis 2021 Gipsy Girls Villach) sind eine österreichische Damen-Eishockeymannschaft aus Villach, Kärnten.

## Geschichte
Der Verein startete als Hobbyverein und spielte über mehrere Jahre aufgrund fehlender Damenmannschaften in Österreich vor allem Freundschaftsspiele oder kleine Turniere gegen Damenmannschaften des benachbarten Auslandes. In der Saison 1998/99 wurde erstmals eine Österreichische Damenbundesliga ausgetragen, die die Gipsy Girls souverän gewinnen konnten: alle sechs Spiele wurden gewonnen, ohne auch nur ein einziges Gegentor zu erhalten. Der Titel konnte in der Saison 1999/2000 eindrucksvoll verteidigt werden, das Team gewann wieder alle Spiele und erhielt nur drei Gegentore. In den folgenden Jahren scheiterten die Villacherinnen immer im Halbfinale oder früher.
Seit 2011 qualifizierten sich die Gipsy Girls mit hinteren Plaätzen in der DEBL nicht mehr für die Staatsmeisterschaft.
Im April 2021 nannte sich Mannschaft in Villach Lady Hawks um und unterschrieb einen Kooperationsvertrag mit dem EC VSV. Wenige Tage später gewann das Team die Meisterschaft der slowenischen IHL Women League.

## Platzierungen seit 1998
| Saison  | Liga | Platzierung                             |
| ------- | ---- | --------------------------------------- |
| 1998/99 | DEBL | Grunddurchgang: 1. Play-Off: Meister    |
| 1999/00 | DEBL | Grunddurchgang: 1. Play-Off: Meister    |
| 2000/01 | DEBL | Grunddurchgang: 3. Play-Off: Halbfinale |
| 2001/02 | DEBL | Grunddurchgang: 4. Play-Off: Halbfinale |
| 2002/03 | DEBL | Grunddurchgang: 7. Play-Off: –          |
| 2003/04 | DEBL | Grunddurchgang: 5. Play-Off: –          |
| 2004/05 | DEBL | Grunddurchgang: 6. Play-Off: –          |

| Saison  | Liga | Platzierung                                |
| ------- | ---- | ------------------------------------------ |
| 2005/06 | DEBL | Grunddurchgang: 2. Play-Off: Viertelfinale |
| 2006/07 | DEBL | Grunddurchgang: 1. Play-Off: Meister       |
| 2007/08 | DEBL | Grunddurchgang: 2. Play-Off: Viertelfinale |
| 2008/09 | DEBL | Grunddurchgang: 5. Staatsm.: 4. Platz      |
| 2009/10 | DEBL | Grunddurchgang: 6. Staatsm.: 6. Platz      |
| 2010/11 | DEBL | Grunddurchgang: 4.                         |

| Saison  | Liga  | Platzierung                       |
| ------- | ----- | --------------------------------- |
| 2011/12 | DEBL  | Grunddurchgang: 5.                |
| 2012/13 | DEBL  | Grunddurchgang: 7.                |
| 2013/14 | DEBL  | Grunddurchgang: 4.                |
| 2014/15 | DEBL  | Grunddurchgang: 4.                |
| 2015/16 | DEBL  | Grunddurchgang: 3.                |
| 2016/17 | DEBL  | Grunddurchgang: 6.                |
| 2017/18 | DEBL  | Grunddurchgang: 6.                |
| 2018/19 | DEBL  | Grunddurchgang: 8.                |
| 2020/21 | IntHL | Grunddurchgang: 1. Meister        |
| 2021/22 | DEBL  | Grunddurchgang: 3. Bronzemedaille |
| 2022/23 | DEBL  | Meister                           |